# Diagonala
Diagonála (tudi prekótnica) je daljica, ki veže dve nesosednji oglišči mnogokotnika ali poliedra. Mnogokotnik z {\displaystyle n} oglišči ima {\displaystyle n(n-3)/2} diagonal, število diagonal iz enega oglišča pa je {\displaystyle n-3}.